# Горня Вас (Зрече)
Горня Вас (словен. Gornja vas) — поселення в общині Зрече, Савинський регіон, Словенія. 
Висота над рівнем моря: 481,6 м.